# Puerto López (Kolumbien)
Puerto López ist eine Gemeinde (municipio) im Departamento del Meta in Kolumbien in den Llanos.

## Geografie
Puerto López liegt im Departamento del Meta am Río Meta, 83 km von Villavicencio und 206 km von Bogotá entfernt auf einer Höhe von 178 m ü. NN und hat eine Durchschnittstemperatur von 26° C. Die Gemeinde Puerto López hat eine Ausdehnung von 6740 km², von denen 6730,5 km² auf den ländlichen Teil der Gemeinde entfallen. Die Gemeinde grenzt im Norden an Cumaral und Cabuyaro sowie an Villanueva, Tauramena und Maní im Departamento Casanare, im Osten an Puerto Gaitán, im Süden an San Martín und im Westen an San Carlos De Guaroa und Villavicencio.

## Bevölkerung
Die Gemeinde Puerto López hat 35.097 Einwohner, von denen 23.385 im städtischen Teil (cabecera municipal) der Gemeinde leben (Stand: 2019).

## Geschichte
Puerto López wurde 1935 als Siedlung und Flusshafen gegründet und erhielt bereits zwei Jahre später als Yacuana mit Puerto Alfonso López als Hauptort den Status als Corregimiento. Seit 1955 hat Puerto López den Status einer Gemeinde.

## Wirtschaft
Die wichtigsten Wirtschaftszweige von Puerto López sind Rinderproduktion und Landwirtschaft, Fischerei und Handel.

## Infrastruktur
Puerto López ist von Villavicencio aus über eine Fernstraße zu erreichen. Puerto López verfügt über einen für die ganze Region der Llanos in Kolumbien und Venezuela wichtigen Flusshafen.